# سید ابراهیم بحرالعلومی
سید ابراهیم بحرالعلومی (زاده ۲۸ تیر ۱۳۲۹–۱۹ مرداد ۱۳۹۲) بازیگر اهل ایران بود.

## زندگی و فعالیت‌ها
او در ۲۸ تیر ۱۳۲۹ در شهر تبریز دیده به جهان گشود. از سال ۱۳۷۴ فعالیت‌های هنری خود را آغاز کرد. ازجمله منتقدین سینما بود که در چند فیلم سینمایی و سریال ایفای نقش کرده بود. علاوه بر این در سمت مجری طرح، مشاور تولید و مدیر تولید در عرصه سینما نیز فعالیت داشت. همچنین سال‌ها در حوزه مطبوعات سینمایی نیز به کار پرداخت.

## آثار

### سینما
- آتیش بازی (۱۳۹۲)
- زنان ونوسی، مردان مریخی (۱۳۸۹)
- زمهریر (۱۳۸۸)
- سن پترزبورگ (۱۳۸۸)
- چهل سالگی (۱۳۸۷)
- حرکت اول (۱۳۸۷)
- یک اشتباه کوچولو (۱۳۸۷)
- بی‌پولی (۱۳۸۶)
- انتهای زمین (۱۳۸۶)
- تله روباه (۱۳۸۵)
- خواستگار محترم (۱۳۸۵)
- محاکمه (۱۳۸۵)
- مکس (۱۳۸۲)
- عروس خوش قدم (۱۳۸۱)
- پارتی (۱۳۷۹)
- جان‌سخت (۱۳۷۶)
- مرسدس (۱۳۷۶)
- ضیافت (۱۳۷۴)

### تلویزیون
- کلاه پهلوی (۱۳۹۱)

## مرگ

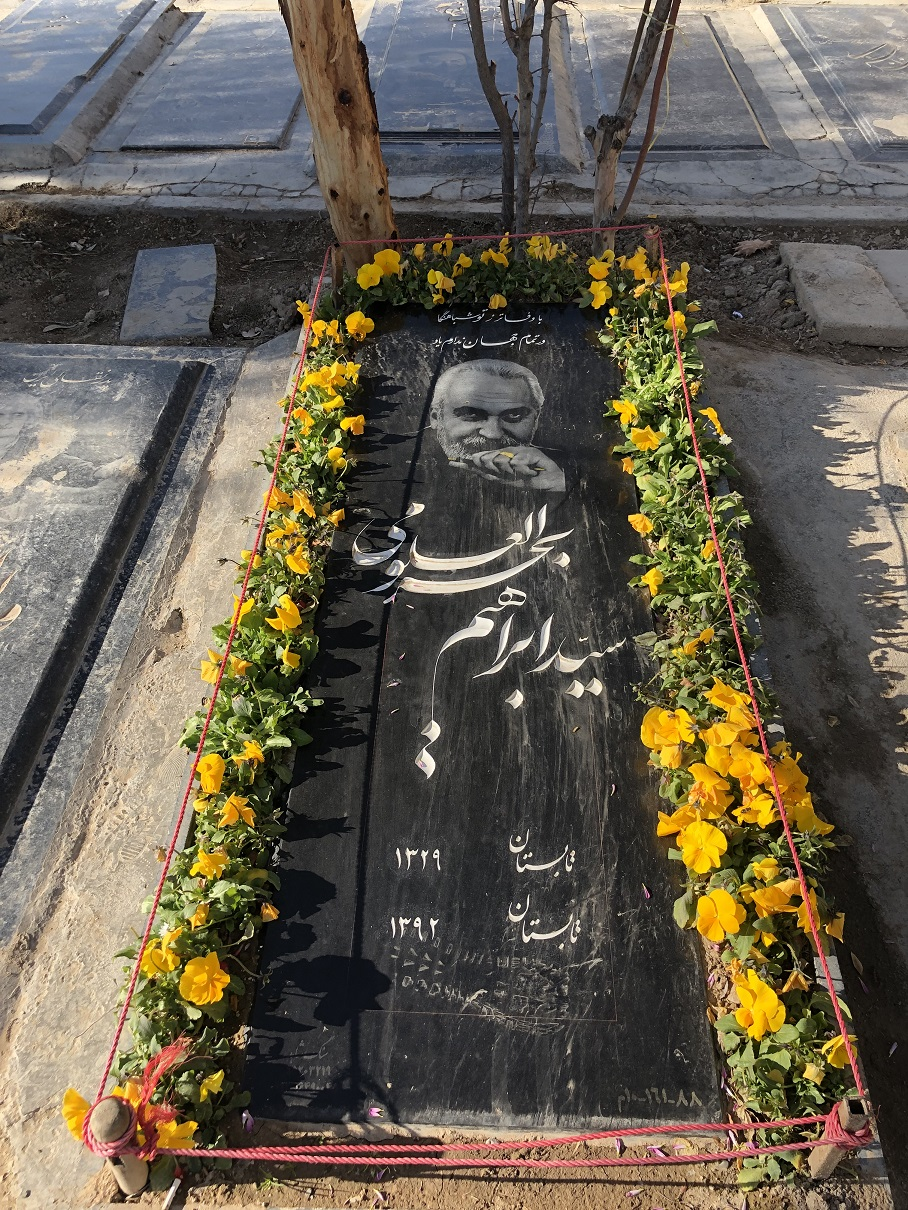
مقبره بحرالعلومی در قطعه هنرمندان بهشت زهرا

وی که برای گذراندن تعطیلات عید فطر به نوشهر در شمال کشور سفر کرده بود، شنبه ۱۹ مرداد سال ۱۳۹۲ بر اثر ایست قلبی درگذشت. پیکر بحرالعلومی سر انجام به تهران انتقال داده شده و سپس در قطعه هنرمندان در ردیف ۱۶۱ و شماره ۵۱۰ به خاک سپرده شد.